# Engelbrecht I van Nassau-Siegen
Engelbrecht I van Nassau-Siegen, beter bekend als Engelbrecht (of Engelbert) I van Nassau-Dillenburg, of als Engelbrecht (of Engelbert) I van Nassau (Dillenburg, ca. 1370 – Breda, 3 mei 1442), was graaf van Nassau-Dillenburg  / graaf van Nassau-Siegen, een deel van het graafschap Nassau. Engelbrecht stamde uit de Ottoonse Lijn van het Huis Nassau. Nassau-Dillenburg was in 1328 opgegaan in de tak Nassau-Siegen, waardoor deze zich ook Nassau-Dillenburg kon noemen. Engelbrecht, geboren op de Dillenburg, voerde de grafelijke achternaam van Nassau-Dillenburg; van Nassau-Siegen werd als laatste gedragen door zijn overgrootvader Hendrik I van Nassau-Siegen. Engelbrechts vader was Johan I, Graf von Nassau-Dillenburg in Dillenburg und Siegen (Johann Greue zu Nassauwe Herre zu Tyllenberg und Siegen ).
Door zijn huwelijk in 1403 met de zeer jeugdige en zeer rijke Johanna van Polanen, erfdochter te Breda, verwierf Engelbrecht grote bezittingen in Brabant en Holland, waaronder de heerlijkheid Breda en de heerlijkheid van de Lek. Met Engelbrecht I van Nassau-Dillenburg begon de opkomst van het Huis Nassau in de Lage Landen. Samen met zijn broers erfde hij het graafschap Vianden, dat zo eveneens in bezit van het Huis Nassau kwam.

## Biografie

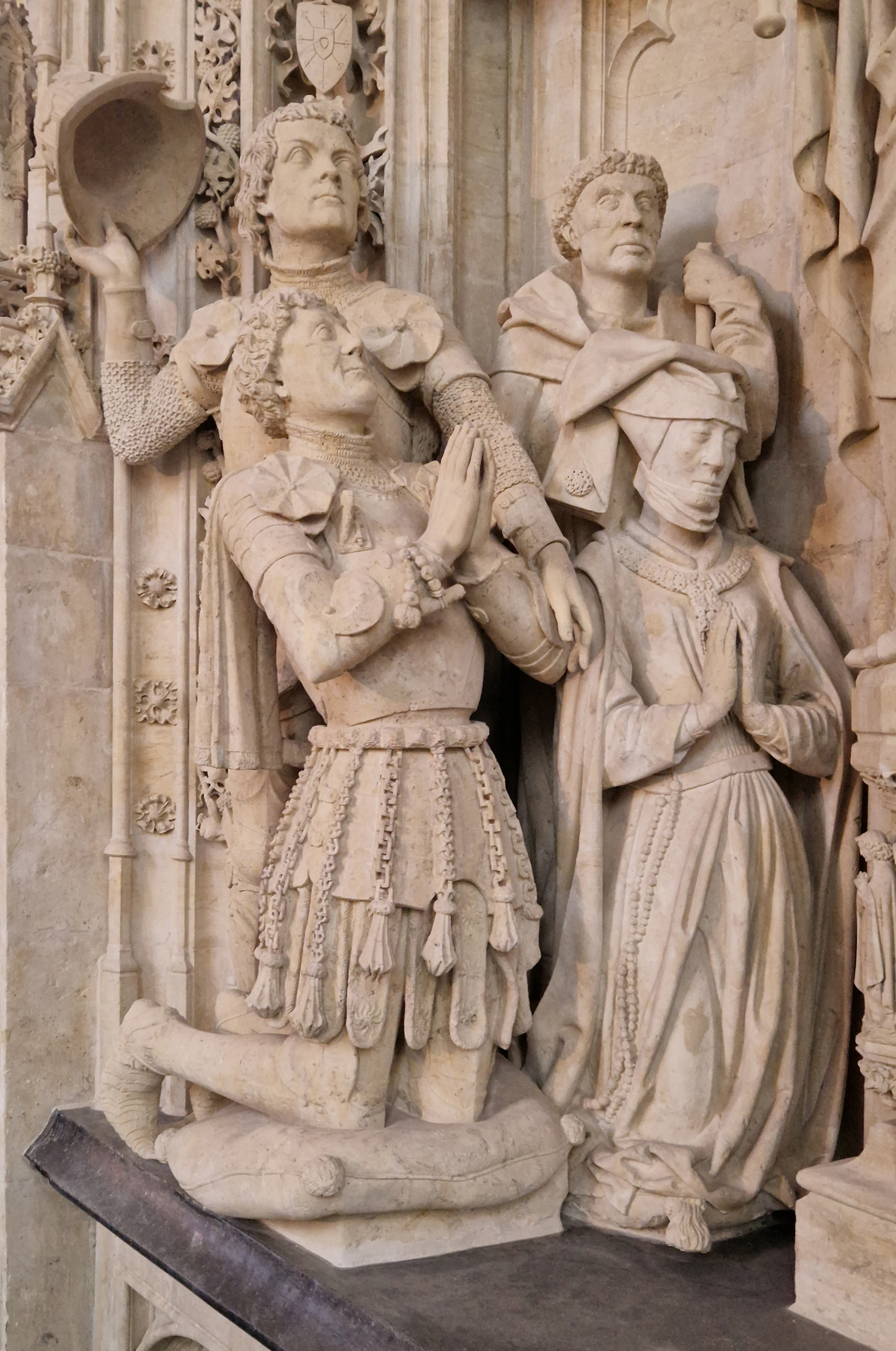
Grafmonument in de Grote Kerk te Breda. Engelbrecht zit geknield links vooraan. Rechts van hem zijn echtgenote, Johanna van Polanen.

Engelbrecht was de derde zoon van graaf Johan I van Nassau-Siegen en Margaretha van der Mark, dochter van graaf Adolf II van der Mark en Margaretha van Kleef. Als jongere zoon volgde Engelbrecht in eerste instantie een kerkelijke carrière. Hij was proost van de Dom van Münster van 1399 tot omstreeks 1404. Van 1406 tot 1407 was hij plaatsvervanger van de maarschalk van Westfalen, de stadhouder van de aartsbisschop van Keulen in dat hertogdom..

### Heer van Breda

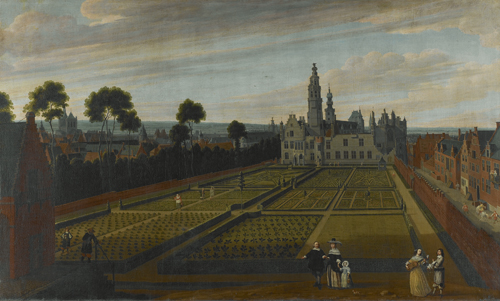
Het Paleis van Nassau te Brussel, 1658. Met de bouw werd in de jaren '40 van de 14e eeuw begonnen door Willem van Duivenvoorde. Omdat deze geen wettige kinderen naliet, kwamen zijn bezittingen, waaronder zijn Brusselse residentie, in het bezit van de familie Van Polanen. Het stond toen gekend als herberg van de Lek. Door het huwelijk in 1403 van Johanna van Polanen, met Engelbrecht I van Nassau-Dillenburg, kwam het paleis in het bezit van de graven van Nassau. De aanwezigheid van de graven van Nassau in de nabijheid van het Paleis op de Koudenberg – de residentie van de toenmalige machthebbers van de Nederlanden – droeg in hoge mate bij tot de groei van hun politieke invloed in de 15e en 16e eeuw. Tussen de jaren 1480 en 1520 werd het paleis uitgebreid verbouwd door Engelbrecht II en zijn opvolger Hendrik III.

Op 1 augustus 1403 sloot Engelbrecht een huwelijk met de pas 11 jaar oude, zeer rijke, erfdochter Johanna van Polanen. Door zijn huwelijk verwierf hij de heerlijkheid Breda, Geertruidenberg, Klundert (of Niervaart), Oosterhout en Dongen, een huis op de Koudenberg te Brussel (het latere Paleis van Nassau), een huis te Mechelen, de heerlijkheid van de Lek, Monster en Polanen, Zundert en Nispen.
Engelbrecht was lid van de raad van hertog Anton van Brabant sinds 1405 en lid van de raad van graaf Willem VI van Holland. Hij begeleidde in 1409 Elisabeth van Görlitz vanuit Praag naar Brussel voor haar huwelijk met Anton van Brabant. Engelbrecht werd door Willem VI van Holland in 1411 beleend met de heerlijkheid Drimmelen.
Engelbrecht was op 1 augustus 1417 een van de getuigen bij de huwelijkse voorwaarden tussen hertog Jan IV van Brabant en Jacoba van Beieren. Hij bracht in 1418 de bul met de dispensatie voor dat huwelijk vanuit Rome naar Den Haag. Hij werd omstreeks 1 september 1418 door toedoen van Willem van den Berge uit de hertogelijke raad van Brabant gezet.
Engelbrecht werd genoemd onder de vijanden die Jan van Beieren en Jan IV van Brabant beloofden niet meer in hun raden op te nemen in het Verdrag van Sint-Maartensdijk van april 1420. Hij stond aan het hoofd van de lijst van edelen die op 15 augustus 1420 in de vergadering van de Staten van Brabant te Leuven de slechte raadgevers van Jan IV veroordeelden. Engelbrecht was onderbevelhebber bij de Brabantse veldtocht van 1420 tegen Jan van Beieren, hij werd door de Staten belast met de bewaring van het veroverde Geertruidenberg. In januari werd Engelbrecht door de Staten van Brabant benoemd tot kamerling van Jan IV en hij werd weer lid van de hofraad van Brabant.
Engelbrecht was in 1435 lid van de Bourgondische delegatie tijdens het congres van Atrecht waar Bourgondië vrede sloot met Frankrijk.

### Graaf van Nassau, Vianden en Diez
In 1416 overleed Engelbrechts vader, vermoedelijk 77 jaar oud. Met een regeerperiode van 54 jaar was hij een van de langst regerende vorsten uit de middeleeuwen. Hij werd opgevolgd door Engelbrecht en zijn broers Adolf I, Johan II ‘met de Helm’ en Johan III ‘de Jongere’. De broers regeerden het graafschap Nassau-Siegen gezamenlijk. Ze waren al in 1409 een gezamenlijke voortzetting van de regering overeengekomen. Gezamenlijk kochten de broers de andere helft van Siegen terug van het aartsbisdom Keulen.

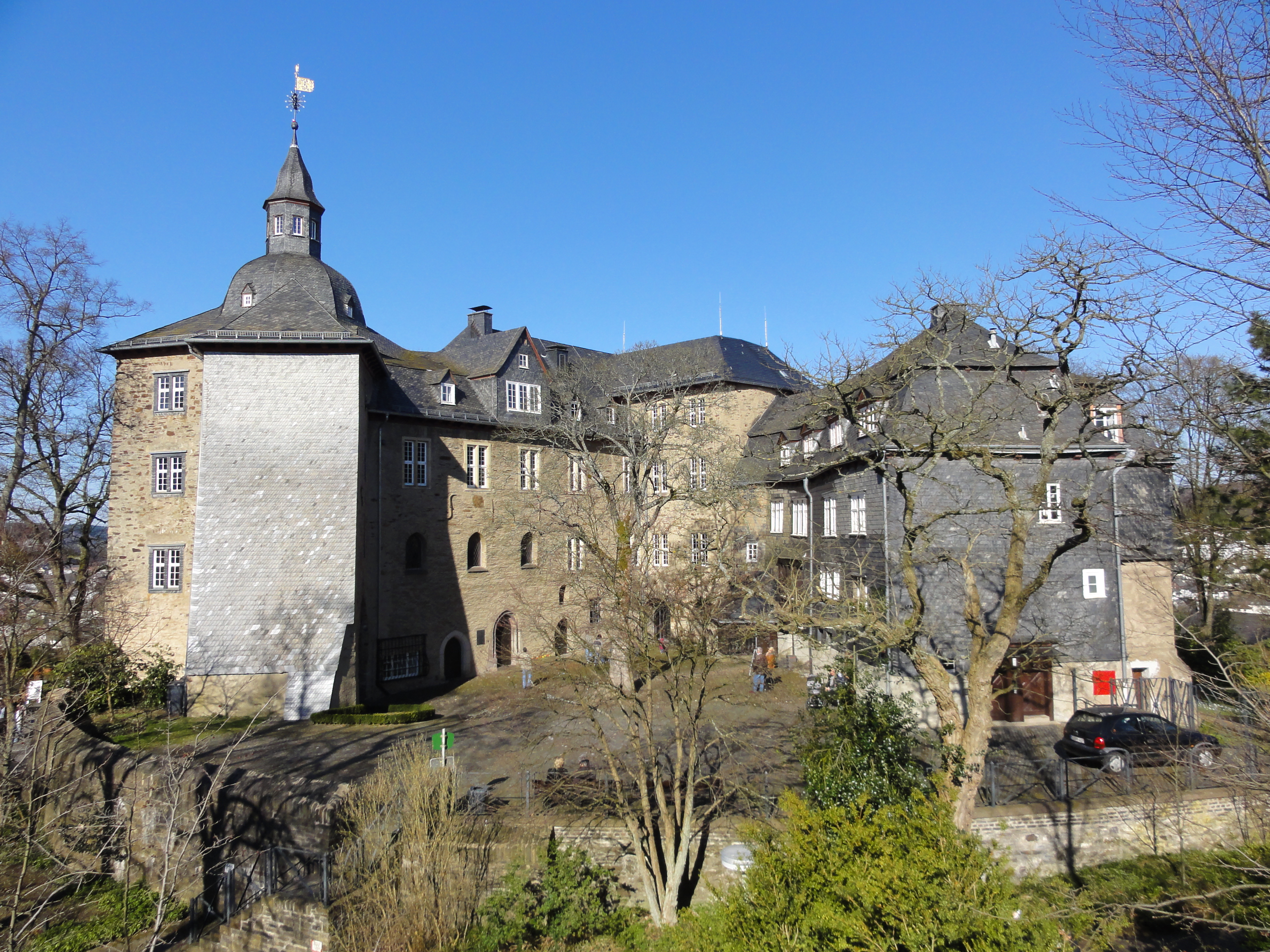
Slot Siegen
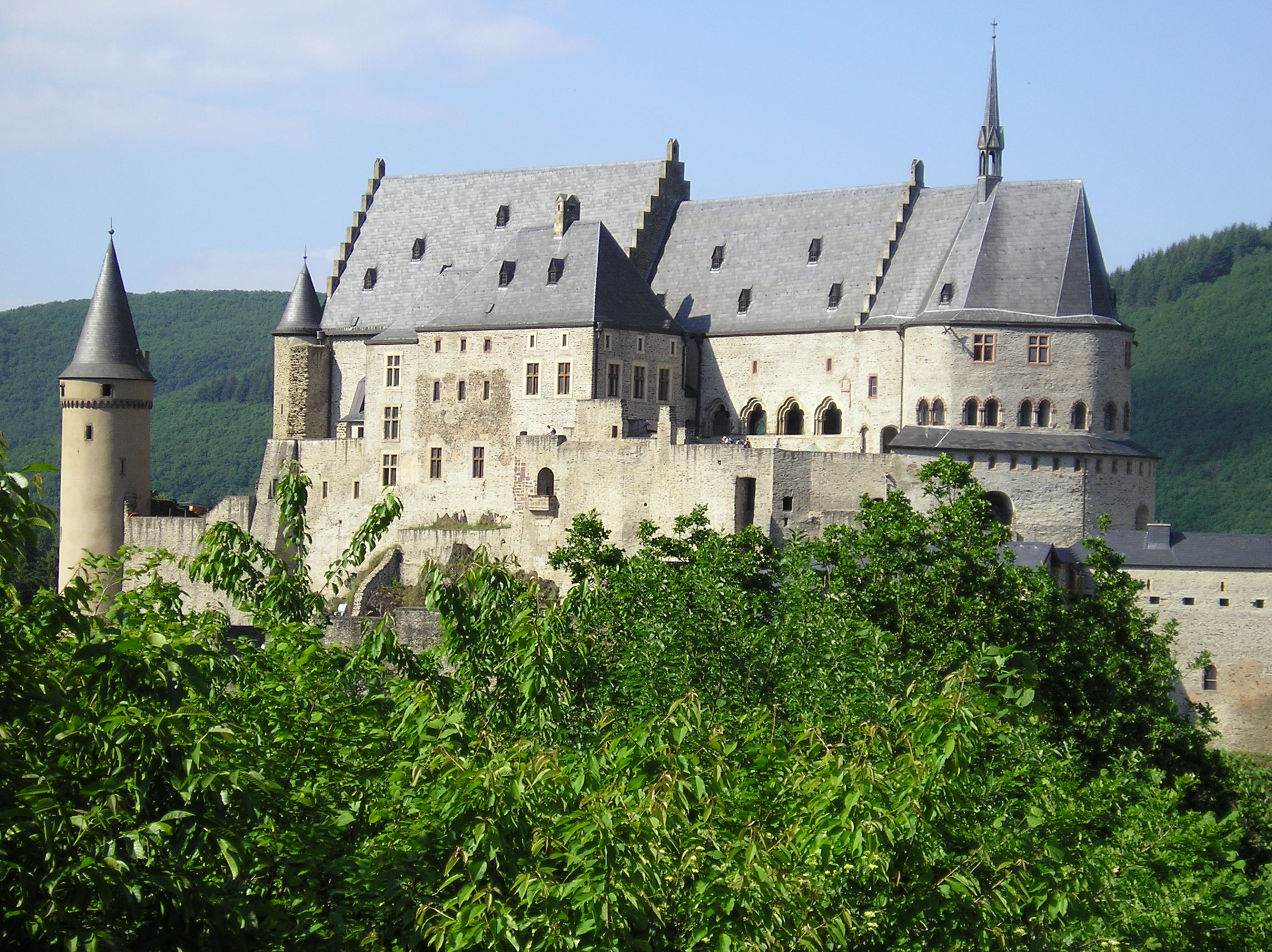
Kasteel Vianden
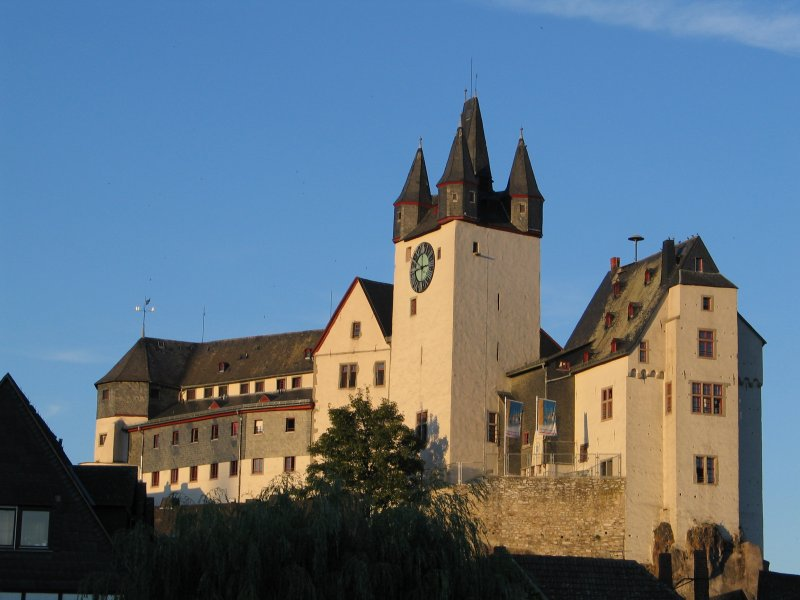
De Burcht Diez
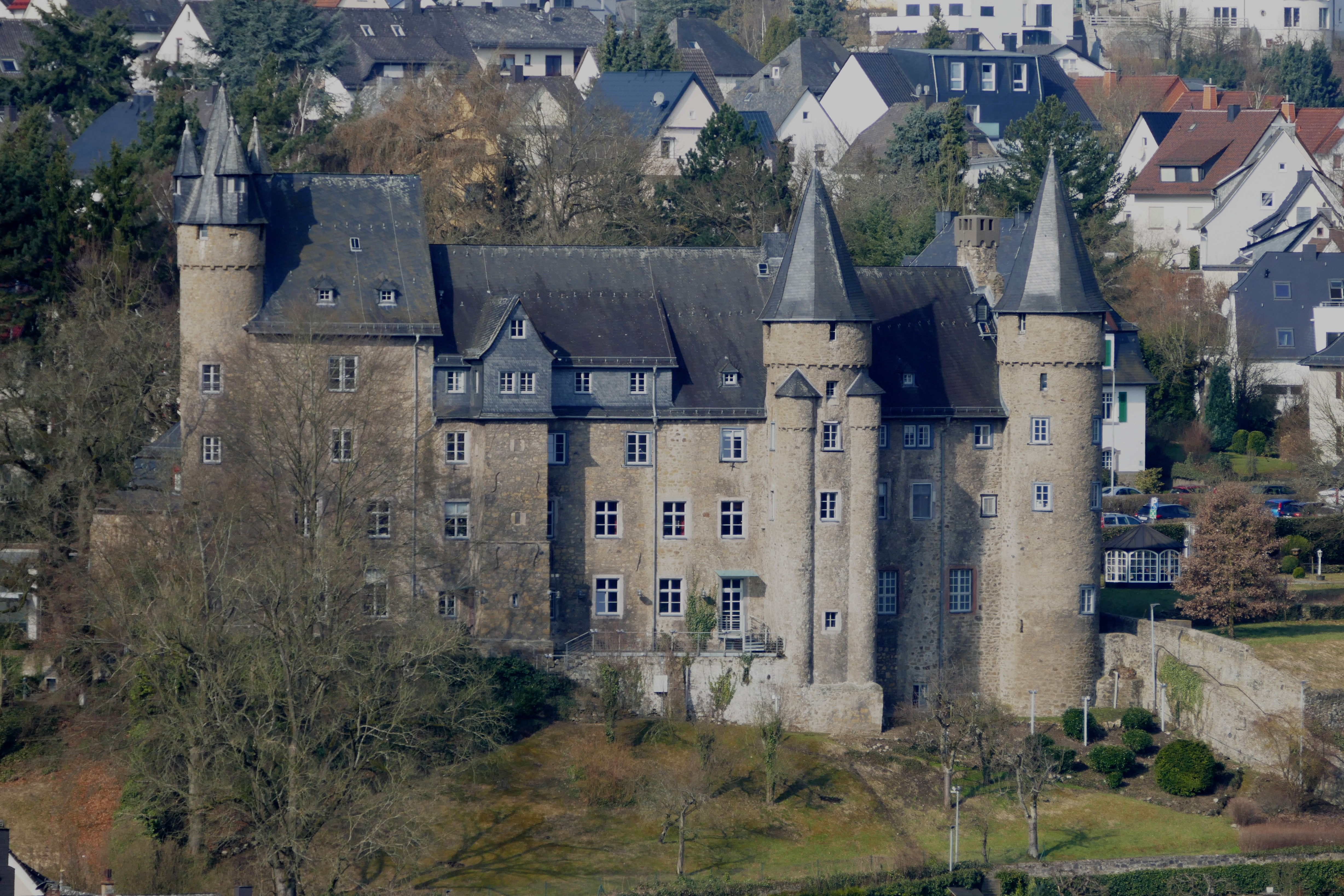
Slot Herborn

Het jaar daarop overleed Elisabeth van Sponheim-Kreuznach, gravin van Vianden, zonder nakomelingen. Engelbrecht en zijn broers waren als kleinzoons van Adelheid van Vianden de erfgenamen van Elisabeth en verkregen zodoende het graafschap Vianden en de heerlijkheden Sankt Vith, Bütgenbach, Dasburg en Grimbergen. De koning der Nederlanden voert nog altijd de titels graaf van Vianden, heer van Sankt Vith, Bütgenbach en Dasburg.
Na het overlijden van de oudste broer Adolf in 1420 volgden de drie overige broers hem op, maar zij verloren de helft van het graafschap Diez, evenals in 1428 ¼ van Camberg. Het graafschap Nassau-Siegen werd door de broers verdeeld, Engelbrecht verkreeg bij deze verdeling Herborn.
Rond 1429 betaalden de graven van Virneburg de broers 21.000 goudgulden om hun aanspraken op de heerlijkheid Ravenstein met Herpen en Uden af te kopen.
Na het overlijden van hun jongste broer Johan III ‘de Jongere’ in 1430 regeerden Johan II en Engelbrecht I weer gezamenlijk over Nassau-Siegen, Vianden en Diez.

### Overlijden en begrafenis

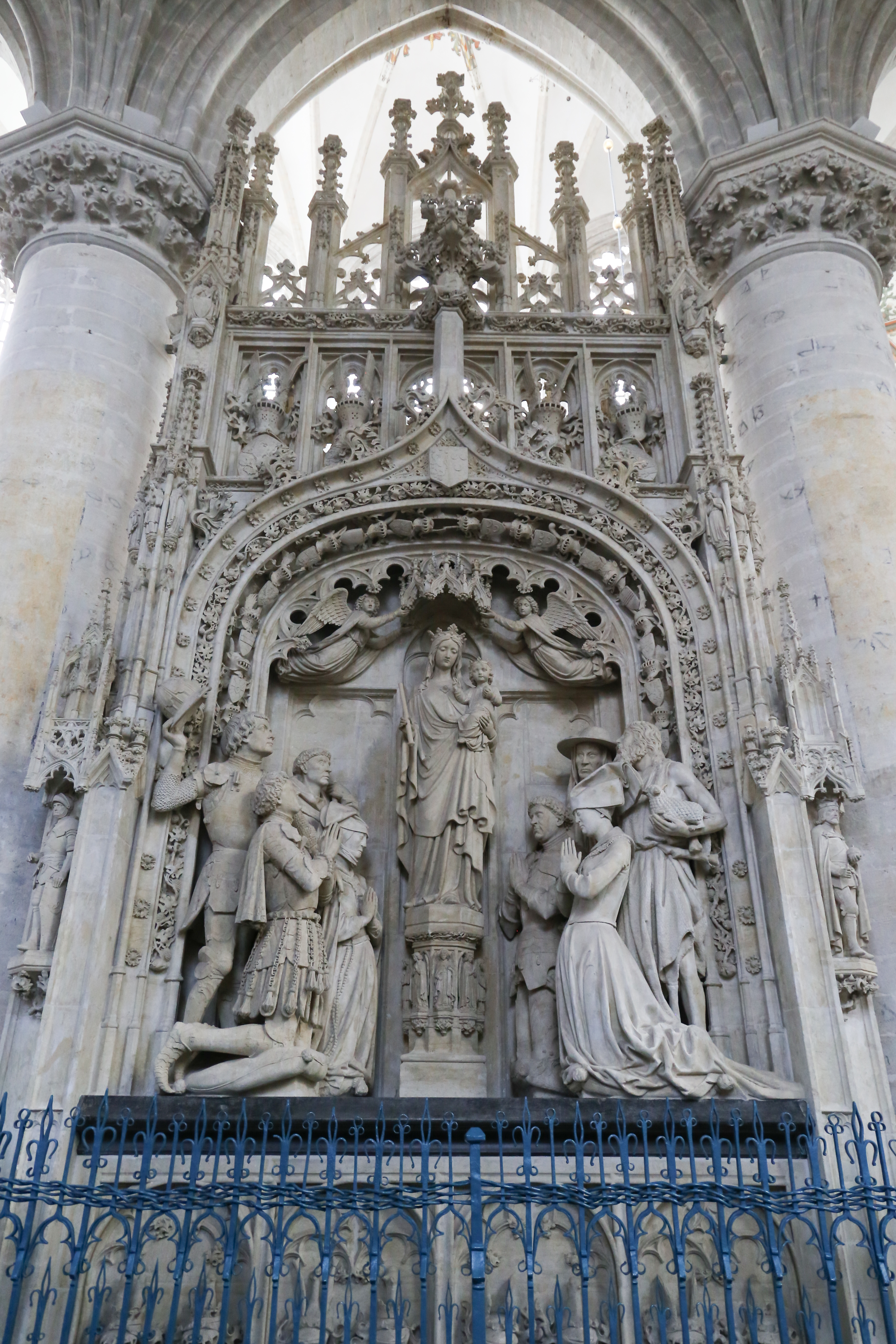
Het praalgraf van Engelbrecht in de Grote Kerk te Breda

Engelbrecht overleed te Breda op 3 mei 1442. Hij werd begraven in de Grote Kerk te Breda. Tussen 1460 en 1490 werd aldaar een praalgraf voor hem gebouwd: het Praalgraf van Engelbrecht I van Nassau. Engelbrecht werd opgevolgd door zijn zoons Johan IV en Hendrik II.

## Huwelijk en kinderen
Engelbrecht huwde te Breda op 1 augustus 1403 met Johanna van Polanen (10 januari 1392 – 15 mei 1445), dochter van heer Jan III van Polanen en Odilia van Salm. Ze werd begraven in de Grote Kerk te Breda.

Uit dit huwelijk werden geboren:
1. Johan IV (1 augustus 1410 – Dillenburg, 3 februari 1475), volgde zijn vader op.
2. Hendrik II (7 januari 1414 – Radicofani, 18 januari 1451), volgde zijn vader op.
3. Margaretha (1415 – vóór 27 mei 1467), huwde ca. 24 november 1435 met graaf Diederik van Sayn-Sayn (7 augustus 1415 – 24 november 1452).
4. Willem (december 1416 – jong overleden).
5. Maria (2 februari 1418 – 11 oktober 1472), huwde te Breda op 17 juni 1437 met graaf Johan van Nassau-Wiesbaden-Idstein (1419 – 9 mei 1480).
6. Filips (13 oktober 1420 – 1429 (?)).

### Buitenechtelijke kinderen
Engelbrecht had twee buitenechtelijke kinderen bij een onbekend gebleven vrouw:
1. Margaretha van Nassau, huwde Hugo Wijnrix.
2. Johan van Nassau, rentmeester van Vianden. Huwde met Johanna van der Raven. Johan werd de stamvader van de bastaardtak Nassau-Detzem.

## Voorouders
| Voorouders van Engelbrecht I van Nassau-Breda | Voorouders van Engelbrecht I van Nassau-Breda                                                             | Voorouders van Engelbrecht I van Nassau-Breda                                                             | Voorouders van Engelbrecht I van Nassau-Breda                                     | Voorouders van Engelbrecht I van Nassau-Breda                                     | Voorouders van Engelbrecht I van Nassau-Breda                                     | Voorouders van Engelbrecht I van Nassau-Breda                                     | Voorouders van Engelbrecht I van Nassau-Breda                                             | Voorouders van Engelbrecht I van Nassau-Breda                                               |
| --------------------------------------------- | --- | --- | --------------------------------------------------------------------------------- | --------------------------------------------------------------------------------- | --------------------------------------------------------------------------------- | --------------------------------------------------------------------------------- | ----------------------------------------------------------------------------------------- | ------------------------------------------------------------------------------------------- |
| Betovergrootouders                            | Otto I van Nassau (?–1289/90) ⚭ vóór 1270 Agnes van Leiningen (?–na 1299)                                 | Dirk II van Heinsberg en Blankenberg (?–1303) ⚭ 1253 Johanna van Leuven (?–1291)                          | Godfried I van Vianden (?–1307/1310) ⚭ 1278 Aleidis van Oudenaarde (?–1305)       | Lodewijk van Arnsberg (?–1312/13) ⚭ vóór 1276 Petronella van Gulik (?–na 1299)    | Everhard I van der Mark (?–1308) ⚭ 1273 Irmgard van Berg (?–1294)                 | Johan van Arberg (?–1281) ⚭ vóór 1273 Catharina van Gulik (?–na 1287)             | Diederik VI van Kleef (1256/57–1305) ⚭ 1290 Margaretha van Habsburg (ca. 1272–ca. 1333)   | Reinoud I van Gelre en Zutphen (ca. 1255–1326) ⚭ 1286 Margaretha van Vlaanderen (?–na 1327) |
| Overgrootouders                               | Hendrik I van Nassau-Siegen (ca. 1270–1343) ⚭ vóór 1302 Adelheid van Heinsberg en Blankenberg (?–na 1343) | Hendrik I van Nassau-Siegen (ca. 1270–1343) ⚭ vóór 1302 Adelheid van Heinsberg en Blankenberg (?–na 1343) | Filips II van Vianden (?–1315/16) ⚭ Adelheid van Arnsberg (?–?)                   | Filips II van Vianden (?–1315/16) ⚭ Adelheid van Arnsberg (?–?)                   | Engelbrecht II van der Mark (?–1328) ⚭ 1299 Mechtild van Arberg (?–1367)          | Engelbrecht II van der Mark (?–1328) ⚭ 1299 Mechtild van Arberg (?–1367)          | Diederik VII van Kleef (1291–1347) ⚭ 1308 Margaretha van Gelre en Zutphen (ca. 1290–1331) | Diederik VII van Kleef (1291–1347) ⚭ 1308 Margaretha van Gelre en Zutphen (ca. 1290–1331)   |
| Grootouders                                   | Otto II van Nassau-Siegen (ca. 1305–1350/51) ⚭ 1331 Adelheid van Vianden (?–1376)                         | Otto II van Nassau-Siegen (ca. 1305–1350/51) ⚭ 1331 Adelheid van Vianden (?–1376)                         | Otto II van Nassau-Siegen (ca. 1305–1350/51) ⚭ 1331 Adelheid van Vianden (?–1376) | Otto II van Nassau-Siegen (ca. 1305–1350/51) ⚭ 1331 Adelheid van Vianden (?–1376) | Adolf II van der Mark (?–1347) ⚭ 1332 Margaretha van Kleef (?–na 1348)            | Adolf II van der Mark (?–1347) ⚭ 1332 Margaretha van Kleef (?–na 1348)            | Adolf II van der Mark (?–1347) ⚭ 1332 Margaretha van Kleef (?–na 1348)                    | Adolf II van der Mark (?–1347) ⚭ 1332 Margaretha van Kleef (?–na 1348)                      |
| Ouders                                        | Johan I van Nassau-Siegen (ca. 1339–1416) ⚭ 1357 Margaretha van der Mark (?–1409)                         | Johan I van Nassau-Siegen (ca. 1339–1416) ⚭ 1357 Margaretha van der Mark (?–1409)                         | Johan I van Nassau-Siegen (ca. 1339–1416) ⚭ 1357 Margaretha van der Mark (?–1409) | Johan I van Nassau-Siegen (ca. 1339–1416) ⚭ 1357 Margaretha van der Mark (?–1409) | Johan I van Nassau-Siegen (ca. 1339–1416) ⚭ 1357 Margaretha van der Mark (?–1409) | Johan I van Nassau-Siegen (ca. 1339–1416) ⚭ 1357 Margaretha van der Mark (?–1409) | Johan I van Nassau-Siegen (ca. 1339–1416) ⚭ 1357 Margaretha van der Mark (?–1409)         | Johan I van Nassau-Siegen (ca. 1339–1416) ⚭ 1357 Margaretha van der Mark (?–1409)           |